# Heritiera sumatrana
Heritiera sumatrana är en malvaväxtart som först beskrevs av Friedrich Anton Wilhelm Miquel, och fick sitt nu gällande namn av André Joseph Guillaume Henri Kostermans. Heritiera sumatrana ingår i släktet Heritiera och familjen malvaväxter. Inga underarter finns listade i Catalogue of Life.